# Ultratop 200 Albums (Flandes)
Ultratop 200 Albums es la lista musical de los álbumes más vendidos en Flandes, Bélgica. Es publicada cada viernes en la página oficial de Ultratop y en "Radio 2". En su inicio constaba de un top 50, para posteriormente pasar a un top 100 y actualmente a un top 200. Su primera publicación fue el 31 de marzo de 1995, con fecha del 1 de abril de 1995. 
El listado se basa en las ventas digitales y físicas de álbumes y EPs. El período de seguimiento es de viernes a jueves, para realizar la publicación el viernes siguiente al jueves con fecha del sábado de la misma semana.
Ejemplo
- Viernes 1 de enero, comienza el período de seguimiento.
- Jueves 6 de enero, finaliza el período de seguimiento.
- Viernes 7 de enero, publicación del listado con fecha del sábado 8 de enero.

## Historia
La publicación comenzó el 31 de marzo de 1995, para que en 1997 se actualizase la frecuencia de publicación de 14 días a cada semana, transformándose en un listado semanal. La primera división del listado ocurrió con el Alternative Albums Top 50 en 2001, mientras que en 2004 la lista se dividió en precio completo y precio medio por los cambios en el mercado, aunque posteriormente el listado se movería en su totalidad al precio medio, permitiendo una entrada más fácil para los artistas nuevos. En el 2008 se integran las ventas por descargas, y posteriormente se integran las ventas por streaming en 2017. En 2012 el top se expandió de 100 puestos a 200 puestos, eliminando el Heatseekers Top 20 ubicado debajo del top 100. En 2019, después de 25 años, Ultratop vuelve a las radios, en el caso del listado de álbumes, en la radio Bel RTL.

## Números uno por año
1995 · 1996 · 1997 · 1998 · 1999
2000 · 2001 · 2002 · 2003 · 2004 · 2005 · 2006 · 2007 · 2008 · 2009
2010 · 2011 · 2012 · 2013 · 2014 · 2015 · 2016 · 2017 · 2018 · 2019
2020 · 2021 · 2022 · 2023 · 2024 · 2025

## Récords

### Álbumes de Todos los Tiempos (1995-2021)
| Posición | Álbum                                              | Artista                    | Año  |
| -------- | -------------------------------------------------- | -------------------------- | ---- |
| 1        | 21                                                 | Adele                      | 2011 |
| 2        | The Platinum Collection: Greatest Hits I, II & III | Queen                      | 2001 |
| 3        | Back to Black                                      | Amy Winehouse              | 2007 |
| 4        | 25                                                 | Adele                      | 2015 |
| 5        | ÷ (Divide)                                         | Ed Sheeran                 | 2017 |
| 6        | En Route                                           | Tourist LeMC               | 2015 |
| 7        | Buena Vista Social Club                            | Buena Vista Social Club    | 1997 |
| 8        | Legend                                             | Bob Marley and the Wailers | 1995 |
| 9        | Onderweg                                           | Marco Borsato              | 2002 |
| 10       | Alleen                                             | Lil Kleine                 | 2017 |

Fuente: